# The Hardkiss
The Hardkiss (estilizado como The HARDKISS) é uma banda de rock ucraniana.
The Hardkiss participou da seleção nacional ucraniana para o Festival Eurovisão da Canção 2016 com a música "Helpless". A banda ficou em 2º lugar na final nacional.

## História
The Hardkiss foram formados em 2011 pela vocalista Julia Sanina e o guitarrista Valeriy Bebko. Em setembro a banda apresentou seu vídeo de estreia "Babylon". Eles foram a banda de abertura de Hurts em 20 de outubro e Solange Knowles em 18 de novembro em Kiev.
Em 2012, The Hardkiss foi nomeada para o MTV Europe Music Award de Melhor Artista Ucraniano [en]. A banda se apresentou no festival MIDEM em 29 de janeiro.
Em 2013, The Hardkiss ganhou dois prêmios - "Best New Act" e "Best Music Video" (para o produtor Valeriy Bebko pelo clipe Make-Up) - do prêmio nacional de música YUNA [uk]. Em 18 de maio, a banda apresentou seu primeiro show no Green Theatre em Kiev. Eles abriram o Muz-TV Music Awards em 7 de junho. Naquele ano, o Hardkiss tornou-se "voz e rosto" da Pepsi na Ucrânia. A banda participou de uma turnê Pepsi Stars of Now (em 16 cidades).
Em 2014, The Hardkiss se apresentou no Park Live Festival [en], e dividiu o palco com The Prodigy, Deftones e Skillet.
Em 2015, a banda foi novamente indicada ao prêmio musical YUNA, tendo vencido em duas indicações - "O melhor álbum de música" (álbum Stones and Honey) e "A melhor música" (single Stones).
Em 2016, eles participaram da seleção nacional ucraniana para o Festival Eurovisão da Canção 2016.
Julia Sanina foi uma das quatro juízas da sétima série do The X Factor Ucrânia [en].
Em 2018, a banda ganhou dois prêmios no YUNA: Melhor Banda de Rock e Melhor Canção em Ucraniano ("Zhuravli").

## Membros
| Integrantes atuais - Julia Sanina – vocalista (2011–present) - Valeriy "Val" Bebko – guitarrista (2011–present) - Klim Lysiuk – baixista (2016–present) - Yevhen Kibeliev – baterista (2019–present) | Integrantes anteriores - Pol Solonar – tecladista (2011–2013) - Vitaliy Oniskevich – tecladista (2013–2016) - Roman Skorobahatko – guitarrista (2013–2018) - Kreechy (Dmytro Smotrov) – baterista (2011–2019) |

A autoria das músicas da banda pertence a Julia Sanina e Valeriy Bebko. Valeriy Bebko também é o produtor criativo de The Hardkiss e diretor de vídeo.

## Discografia

### Álbuns
- 2014 — Stones and Honey
- 2017 — Perfection is a Lie
- 2018 — Залізна ластівка
- 2021 — Жива і не залізна

### EPs
- 2015 — Cold Altair[19][20]

### Singles
- 2011 — "Babylon"
- 2011 — "Dance With Me"
- 2012 — "Make-Up"
- 2012 — "October"
- 2013 — "Part Of Me"
- 2013 — "In Love"
- 2013 — "Under The Sun"
- 2013 — "Shadows Of Time"
- 2013 — "Tell Me Brother"
- 2014 — "Hurricane"
- 2014 — "Stones"
- 2014 — "Strange Moves" feat. KAZAKY
- 2015 — "PiBiP"
- 2015 — "Organ"
- 2015 — "Tony, Talk!"
- 2016 — "Helpless"
- 2016 — "Perfection!"
- 2016 — "Rain"
- 2016 — "Closer"
- 2017 — "Антарктида"
- 2017 — "Журавлi"
- 2017 — "Lovers"
- 2017 — "Кораблі"
- 2018 — "Мелодія"
- 2018 — "Free me"
- 2018 — "Коханці"
- 2019 — "Серце"
- 2019 — "Хто, як не ти"
- 2019 — "Жива"
- 2020 — "Косатка"
- 2020 — "Гора"
- 2020 — "Кобра" feat. MONATIK
- 2020 — "Все було так"
- 2021 — "Обійми"